# وزارة الخارجية (إندونيسيا)
وزارة الشؤون الخارجية (الإندونيسية: Kementerian Luar Negeri، والمختصرة باسم Kemlu) أو المعروفة باختصاراتها، هي وزارة حكومية إندونيسية مسؤولة عن السياسة الخارجية والدبلوماسية للبلاد وهي واحدة من ثلاث وزارات، إلى جانب وزارة الدفاع ووزارة الشؤون الداخلية، والتي تم ذكرها صراحة في دستور إندونيسيا، وبموجبه لا يملك رئيس البلاد سلطة حل الوزارة.
وفقًا للمادة 8 من الدستور، في حالة عدم تمكن كل من الرئيس ونائبه من العمل في نفس الوقت، فإن خط الخلافة يقع مؤقتًا في سلطة الترويكا المكونة من وزير الخارجية ووزير الشؤون الداخلية ووزير الشؤون الداخلية. دفاعًا يحكم بشكل متزامن حتى يتم انتخاب الرئيس ونائب الرئيس من قبل مجلس شورى الشعب في غضون ثلاثين يومًا من شغور المنصبين.
منذ أكتوبر 2014، عملت ريتنو مارسودي كوزيرة للخارجية خلفًا لمارتي ناتاليغاوا.

## تاريخ
تأسست وزارة الشؤون الخارجية في عام 1945 بعد إعلان الاستقلال الإندونيسي عن هولندا.  كان المقر الرئيسي يقع في البداية في مرآب أول وزير خارجية للبلاد، أحمد سوبارجو، في جى. جيكيني 80-82 في جاكرتا.  بدأت الوزارة بستة موظفين فقط، من بينهم هادي طيب.

### السنوات الخمس الأولى (1945-1950)
خلال السنوات الخمس الأولى من وجود الوزارة، كانت المهمة العليا هي الحصول على اعتراف خارجي وتعاطف دولي مع الكفاح الإندونيسي من أجل الاستقلال، كل ذلك أثناء الصراع المسلح المستمر مع القوات الاستعمارية الهولندية.
تمكنت الحكومة الفتية من عقد محادثات سلام ومؤتمرات مع العديد من الأطراف، مثل Linggadjati (1946)  أو على متن السفينة USS Renville (1948).  دعمت بنشاط الاجتماع رفيع المستوى مثل مؤتمر المائدة المستديرة (1949)، حيث أقرت هولندا أخيرًا باستقلال إندونيسيا.

### فترة الديمقراطية الليبرالية (1950-1959)
خلال هذه الفترة، سعى السلك الدبلوماسي الإندونيسي إلى الحصول على الاعتراف الدولي بإندونيسيا. تمكنت بنجاح من التقدم بطلب للحصول على العضوية الإندونيسية في الأمم المتحدة (1950)،  استضافت مؤتمرًا رفيع المستوى للدول الآسيوية والأفريقية في باندونغ (1955)،  وأبرمت اتفاقية جنسية مهمة مع جمهورية الصين الشعبية ( 1955)،  وتخلى عن الاتحاد الهولندي الإندونيسي في عام 1956.
على الرغم من بعض النجاحات في مواضيع أخرى، ظلت مسألة غينيا الجديدة كأهم هدف دبلوماسي دون حل طوال هذه الفترة.

### فترة الديمقراطية الموجهة (1959-1966)
خيبة أمل سوكارنو مما اعتبره ضعفًا للديمقراطية البرلمانية على النمط الغربي، قادته إلى استعادة دستور إندونيسيا الرئاسي لعام 1945. إلى جانب ذلك، كان هناك تحول في السياسة الخارجية الإندونيسية، حيث سعت إندونيسيا إلى توثيق العلاقات مع الاتحاد السوفيتي، وجمهورية الصين الشعبية، والكتلة الشرقية بشكل عام ؛ على الرغم من أن إندونيسيا ستشارك أيضًا في تأسيس حركة عدم الانحياز في بلغراد (1961).  كما طالبت بقرار بشأن استمرار الوجود الهولندي والاحتلال في غرب غينيا الجديدة، حيث ستنظر إندونيسيا في نهج عسكري من أجل تأكيد الحقوق الإندونيسية على الإقليم. سينتهي الوجود الهولندي على الجزيرة بعد اتفاقية نيويورك (1962)، حيث ستنتقل إدارة غينيا الجديدة الهولندية من هولندا إلى السلطة التنفيذية المؤقتة للأمم المتحدة (UNTEA)، ثم إلى إندونيسيا.
بعد تشكيل مالايا وسنغافورة وصباح وشمال بورنيو (صباح) في اتحاد ماليزيا ( 1963)، دخلت إندونيسيا في فترة مواجهة منخفضة المستوى مع ماليزيا، مستشهدة بالإمبريالية البريطانية في المنطقة.  وخلال هذه الفترة أيضًا، ستعلق إندونيسيا عضويتها في الأمم المتحدة، وهي الدولة الوحيدة التي قامت بذلك.  استمر كونفرونتاسى حتى عام 1966، عندما تم استبدال إدارة سوكارنو، وأصبح سوهارتو رئيسًا للحكومة، وبعد ذلك أصبح رئيسًا.

### فترة النظام الجديد (1966-1998)
في عهد سوهارتو، تم تجديد العديد من مبادرات السياسة الخارجية في عهد سوكارنو. تم إعادة تأكيد السياسة الخارجية "الحرة والنشطة"، وإن كان ذلك على حساب العلاقات مع العديد من الدول الشيوعية ؛ لا توجد علاقات دبلوماسية رسمية بين إندونيسيا وجمهورية الصين الشعبية حتى عام 1990.
أجرت إدارة سوهارتو العسكرية استفتاء في غرب غينيا الجديدة للوفاء بمتطلبات تتعلق بنقل الإدارة. على الرغم من أن قانون الاختيار الحر (1969) كان يشتبه بشدة في أن يكون تحت التهديد بالعنف من قبل الجيش الإندونيسي، كانت النتيجة بالإجماع لدعم الاندماج الإندونيسي، وتم قبوله وتبنيه من قبل الجمعية العامة للأمم المتحدة في نوفمبر 1969.
نشاط آخر من الأنشطة الدبلوماسية لهذه الفترة هو تشكيل الآسيان في عام 1967، بعد إبرام إعلان بانكوك من قبل مندوبي إندونيسيا وماليزيا وسنغافورة وتايلاند والفلبين.  ستواصل الحكومة الإندونيسية أيضًا المشاركة النشطة في حركة عدم الانحياز والتعاون الاقتصادي لآسيا والمحيط الهادئ، لتصبح رئيسًا لها عدة مرات.
في عام 1975، قامت إندونيسيا بغزو واحتلال تيمور الشرقية حتى عام 1999. وطوال فترة النظام الجديد، ستعزز السياسة الخارجية الإندونيسية وتحصل على اعتراف دولي بضم تيمور الشرقية في نهاية المطاف.
كما ستعمل إندونيسيا بنشاط على تعزيز الامتثال للقانون الدولي الحالي للبحار على النحو المنصوص عليه في اتفاقية الأمم المتحدة لقانون البحار، حيث ساهمت إندونيسيا بشكل كبير في مفهوم " الدول الأرخبيلية " الذي تم إنشاؤه حديثًا.

### اليوم الحالي (1998 - الآن)
كانت السياسة الخارجية الإندونيسية الحالية بمثابة إعادة تأكيد للسياسة الخارجية "الحرة والنشطة" ( Politik Luar Negeri Bebas Aktif ).
سمحت إدارة حبيبي بإجراء استفتاء في تيمور الشرقية، سواء كانوا يفضلون الحكم الذاتي في إندونيسيا أو الاستقلال.
تمت دعوة إندونيسيا للانضمام إلى مجموعة العشرين، باعتبارها دول جنوب شرق آسيا الوحيدة في المجموعة. في عام 2022، تولت إندونيسيا رئاسة مجموعة العشرين تحت عنوان "التعافي معًا، استعادة أقوى".